# Nor Armavir
Nor Armavir (in armeno Նոր Արմավիր?) è un comune dell'Armenia di 2 136 abitanti (2009) della provincia di Armavir.